# Lilienblatt-Sichelschrecke
Die Lilienblatt-Sichelschrecke (Tylopsis lilifolia) gehört innerhalb der Unterordnung der Langfühlerschrecken zur Unterfamilie der Sichelschrecken (Phaneropterinae).

## Merkmale
Die Lilienblatt-Sichelschrecke ähnelt im Körperbau anderen Sichelschrecken-Arten. Ihre Beine sind lang und dünn und tragen an den Unterschenkeln kleine Stacheln. Die Fühler sind länger als der Körper. Im Unterschied zu allen anderen mitteleuropäischen Sichelschrecken besitzt diese ein spaltförmiges Hörorgan. Die Flügel überragen den Körper weit. Die Grundfarbe variiert von hellbraun über olivgrün bis hellgrün. Vom Hinterkopf über Halsschild und Flügelansatz zieht sich ein breites braunes, hellgelb gerandetes Band. Der Rand der Halsschildlappen ist weiß bis hellgelb. Vom Auge bis zu den Flügeln zieht sich ein weißer Strich. Auch auf den Flügeln befinden sich solche Striche. Auf der Innenseite der Hinterschenkel liegt ein weißer Streifen.  Der Legebohrer des Weibchens ist kurz, hoch und nach oben gebogen.

## Lebensweise und Verbreitung
Die Lilienblatt-Sichelschrecke findet man häufig auf Gewächsen sitzend. In ihrem Verbreitungsgebiet ist sie recht häufig. Sie kommt rund um das Mittelmeer vor – Nordgrenze ist Südtirol – und bewohnt sonnige Wiesen, Waldränder und andere Landschaften mit viel Bewuchs. Sie ist in Europa in Italien, Slowenien, Kroatien, Bosnien und Herzegowina, Serbien und Montenegro, Makedonien – in Vorderasien auf der Halbinsel Krim, in Georgien, Aserbaidschan, Armenien und der Türkei – verbreitet.